# Рууд Гесп
Рудольфус «Рууд» Губертус Гесп (нід. Rudolfus 'Ruud' Hubertus Hesp, нар. 31 жовтня 1965, Буссум, Нідерланди) — нідерландський футболіст, що грав на позиції воротаря.
Виступав, зокрема, за клуб «Барселона».
Володар Кубка Нідерландів, Суперкубка УЄФА. Дворазовий чемпіон Іспанії, та володар Кубка Іспанії. 

## Ігрова кар'єра
У дорослому футболі дебютував 1985 року виступами за команду клубу «Гарлем», в якій провів два сезони, взявши участь у 2 матчах чемпіонату. 
Згодом з 1987 по 1997 рік грав у складі команд клубів «Фортуна» (Сіттард) та «Рода». Протягом цих років виборов титул володаря Кубка Нідерландів, ставав володарем Суперкубка УЄФА.
Своєю грою за останню команду привернув увагу представників тренерського штабу клубу «Барселона», до складу якого приєднався 1997 року. Відіграв за каталонський клуб наступні три сезони своєї ігрової кар'єри. Більшість часу, проведеного у складі «Барселони», був основним голкіпером команди, вигравши конкуренцію у Вітора Баї. За цей час додав до переліку своїх трофеїв два титули чемпіона Іспанії.
Завершив професійну ігрову кар'єру у клубі «Фортуна» (Сіттард), у складі якого вже виступав раніше. Прийшов до команди 2000 року, захищав її кольори до припинення виступів на професійному рівні у 2002.

## Виступи за збірну
Будучи дублером Едвіна ван дер Сара, він так і не зіграв жодного матчу за збірну Нідерландів, хоча і був у її складі на Євро-1996 та Чемпіонаті світу-1998.

## Титули і досягнення
- Володар Кубка Нідерландів:

«Рода»: 1996–1997
- Володар Суперкубка УЄФА:

«Барселона»: 1997
- Чемпіон Іспанії:

«Барселона»: 1997–1998, 1998–1999
- Володар Кубка Іспанії:

«Барселона»: 1997—1998